# Partulina mighelsiana

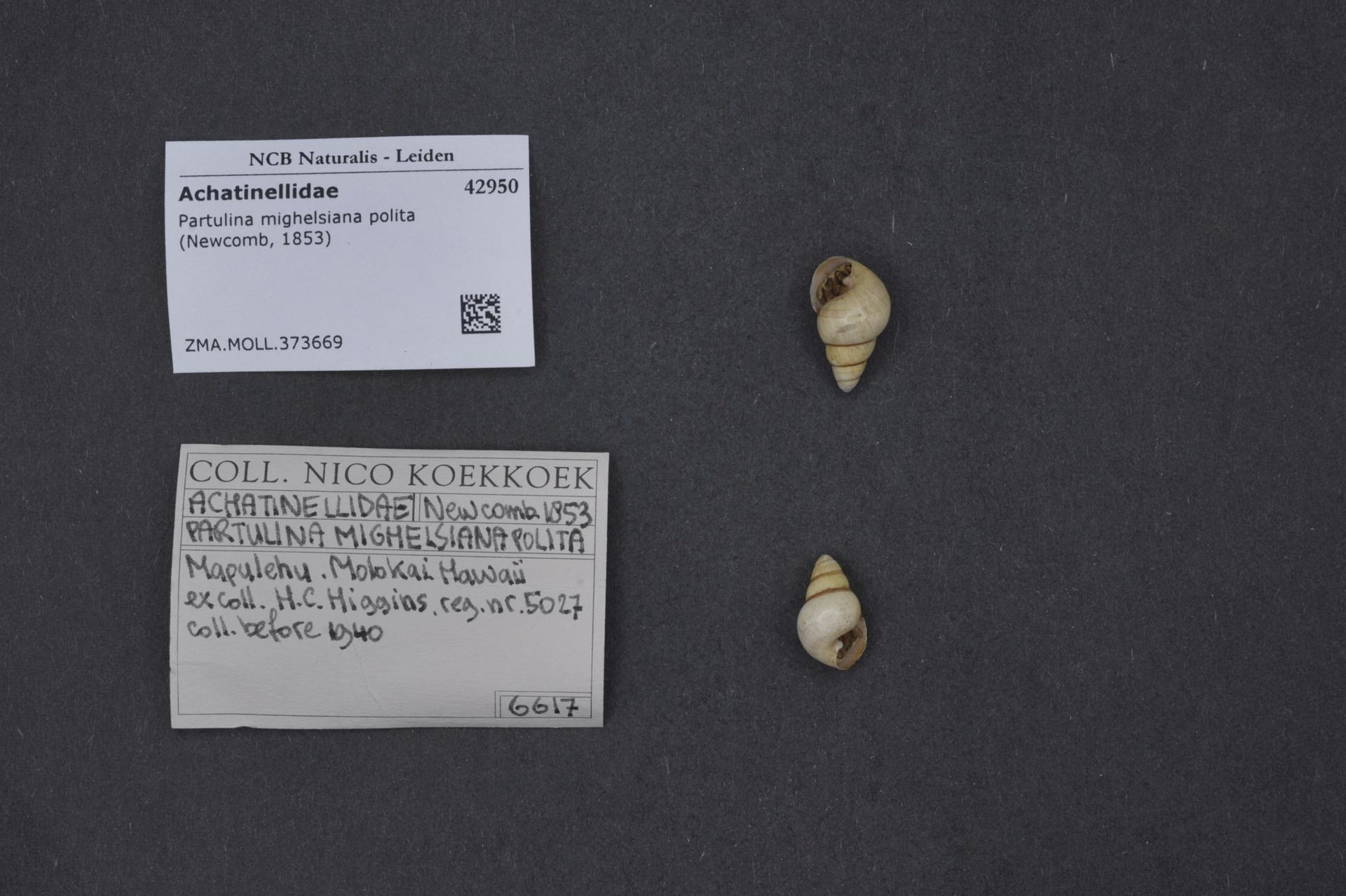
Subespécie da Partulina mighelsiana, Partulina mighelsiana polita (Newcomb, 1853)

Partulina mighelsiana é uma espécie de gastrópode  da família Achatinellidae.
É endémica dos Estados Unidos da América.